# 大阪城公園駅
大阪城公園駅（おおさかじょうこうえんえき）は、大阪府大阪市中央区大阪城にある、西日本旅客鉄道（JR西日本）大阪環状線の駅である。第4回近畿の駅百選に選定されている。駅番号はJR-O07。駅シンボルフラワーは「瓢箪」である。

## 歴史
- 1983年（昭和58年）10月1日：大阪環状線の森ノ宮駅 - 京橋駅間に国鉄の駅として開業[2]。大阪築城400年まつり・大阪城博覧会開催に合わせて開業した。
- 1984年（昭和59年）3月12日：改札口付近に陶板レリーフが設置される[3]。
- 1987年（昭和62年）4月1日：国鉄分割民営化により、西日本旅客鉄道（JR西日本）の駅となる[4]。
- 1997年（平成9年）9月24日：自動改札機を設置し、供用開始[5]。
- 2003年（平成15年）11月1日：ICカード「ICOCA」の利用が可能となる[6]。
- 2009年（平成21年）10月4日：大阪環状・大和路線運行管理システム導入。
- 2010年（平成22年）9月26日：大阪市交通局（当時、現在の大阪市高速電気軌道）森之宮検車場で発見された不発弾処理のため、京橋 - 鶴橋 - 天王寺間で区間運休となる。
- 2015年（平成27年）3月22日：発車メロディを導入[7][8]。曲はオリジナル曲の「法螺貝」[7][8][9]。
- 2018年（平成30年）3月17日：駅ナンバリングが導入される。
- 2019年（平成31年・令和元年）
  - 1月31日：この日を以てみどりの窓口が営業終了。
  - 2月1日：みどりの券売機プラスが稼働開始。

## 駅構造
相対式ホーム2面2線を有する地上駅で、橋上駅舎を有している。駅舎の改札外にはエレベーターが設置されておらず、1番内回りホームに外に通じるスロープが設置されており車いす利用者は駅員を呼び出してそこから出入りすることができる。駅とペデストリアンデッキで直結しているJO-TERRACE OSAKAにエレベーターがありそちらの利用も可能であるがやや離れた箇所にある。ホームは8両編成に対応している。分岐器や絶対信号機がないため、停留所に分類される。当駅は大阪環状線で唯一の地上駅となっているが、当駅周辺にはかつて大阪砲兵工廠が置かれていた。そのため当駅付近を高架化した場合、軍事機密が漏洩する可能性があったため、旧陸軍は高架化を認めなかったとされている。長らくのりば番号が存在していなかったが、2006年秋頃にのりば番号が付与された。
京橋駅が管理している直営駅。みどりの窓口は存在しないが、みどりの券売機プラス（稼働時間：6時30分から23時）が設置されている。アーバンネットワークエリアに属しており、ICOCAを利用することができる（相互利用対象ICカードはICOCAの項を参照）。改札口付近の上には、小説家の司馬遼太郎が開業を祝って書いた詩を写したもの1面と、日本画家の西山英雄の絵を写した3面の陶板レリーフが設置されている。

### のりば
| のりば | 路線       | 方向   | 行先                                    |
| ------ | ---------- | ------ | --------------------------------------- |
| 1      | 大阪環状線 | 内回り | ユニバーサルシティ方面 / 京橋・大阪方面 |
| 2      | 大阪環状線 | 外回り | 鶴橋・天王寺方面                        |

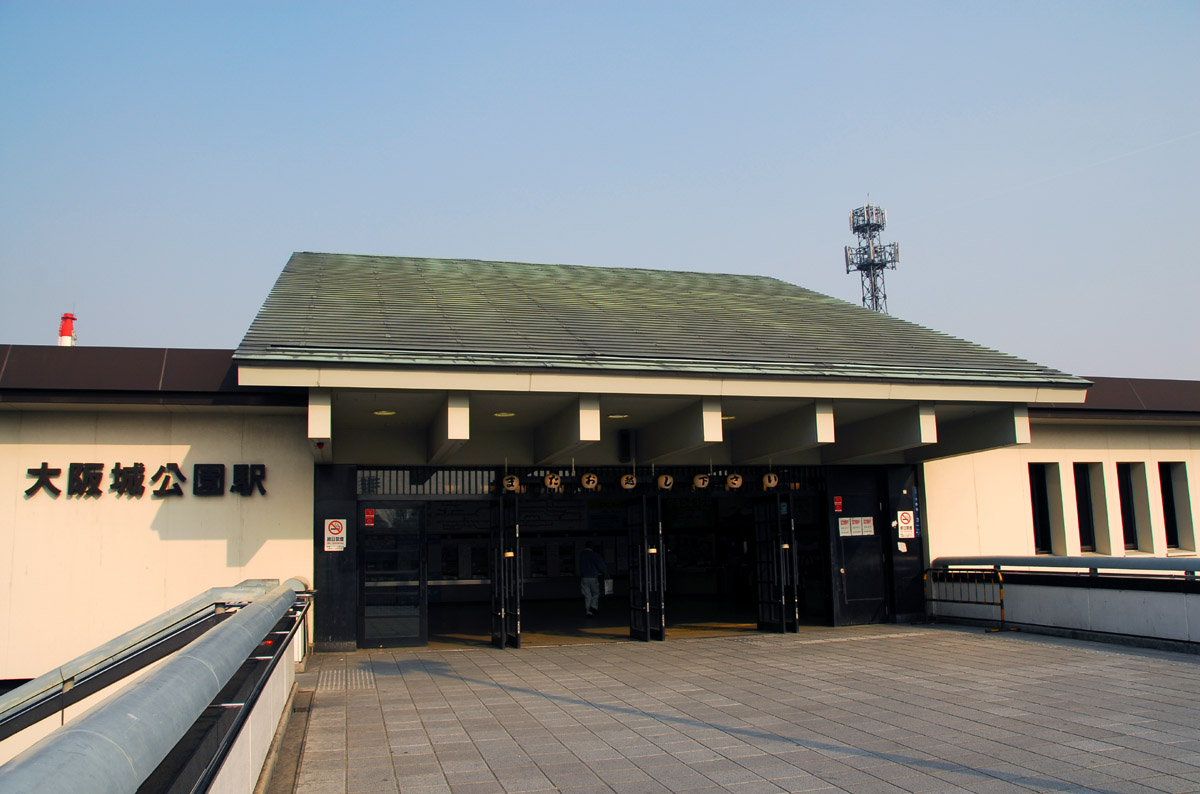
駅正門（2008年3月）
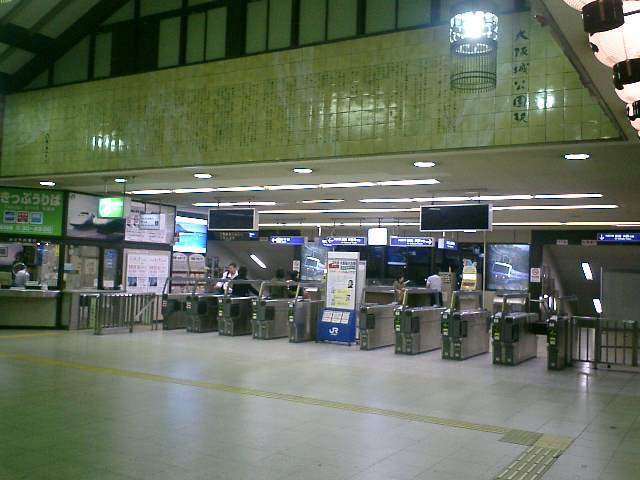
改札口（2005年10月、上には司馬遼太郎の詩がある）
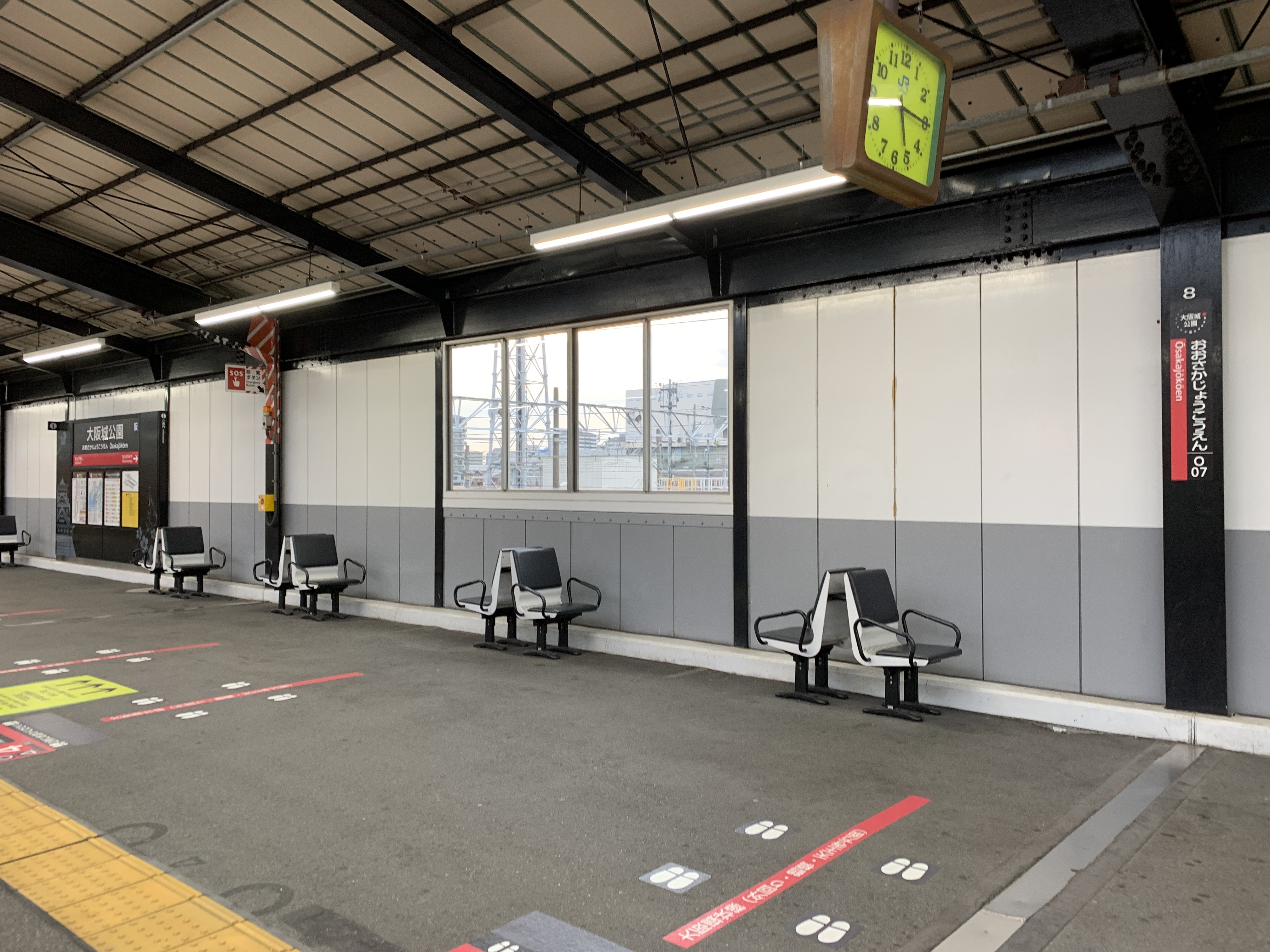
ホーム（2021年6月）
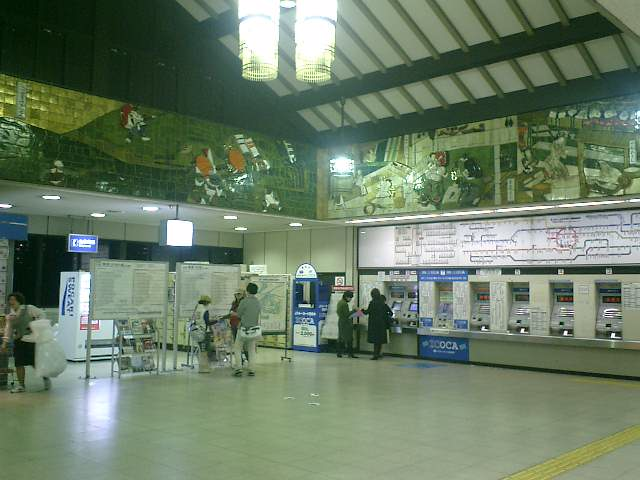
コンコース（2005年10月、切符売場）

### 発車メロディ
「大阪環状線改造プロジェクト」の一環として、2015年3月22日から大坂の陣にちなんだオリジナル曲「法螺貝」が発車メロディとして使用されている。

## 利用状況
2023年（令和5年）度の1日平均乗車人員は13,030人であり、大阪環状線の快速停車駅の中で乗車人員が最も少ない駅である。大阪城や大阪城ホールの来訪客が多いと思われ、新型コロナウイルス感染症（COVID-19）の流行があった2020年は他の大阪環状線の駅より大きく落ち込んだ。
近年の1日平均乗車人員の推移は以下の通りである。
| 年度               | 1日平均 乗車人員 | 増減率 | 定期利用状況 | 定期利用状況 | 出典          |
| 年度               | 1日平均 乗車人員 | 増減率 | 1日平均      | 定期率       | 出典          |
| ------------------ | ---------------- | ------ | ------------ | ------------ | ------------- |
| 1988年（昭和63年） | 11,859           |        | 4,762        | 40.2%        | [ 大阪府 1 ]  |
| 1989年（平成元年） | 13,180           | 11.1%  | 5,621        | 42.6%        | [ 大阪府 1 ]  |
| 1990年（平成02年） | 15,203           | 15.3%  | 6,544        | 43.0%        | [ 大阪府 2 ]  |
| 1991年（平成03年） | 15,399           | 1.3%   | 6,920        | 44.9%        | [ 大阪府 3 ]  |
| 1992年（平成04年） | 15,907           | 3.3%   | 6,898        | 43.4%        | [ 大阪府 4 ]  |
| 1993年（平成05年） | 15,646           | -1.6%  | 6,684        | 42.7%        | [ 大阪府 5 ]  |
| 1994年（平成06年） | 15,098           | -3.5%  | 6,483        | 42.9%        | [ 大阪府 6 ]  |
| 1995年（平成07年） | 15,305           | 1.4%   | 6,609        | 43.2%        | [ 大阪府 7 ]  |
| 1996年（平成08年） | 15,283           | -0.1%  | 6,799        | 44.5%        | [ 大阪府 8 ]  |
| 1997年（平成09年） | 14,371           | -6.0%  | 6,530        | 45.4%        | [ 大阪府 9 ]  |
| 1998年（平成10年） | 13,723           | -4.5%  | 6,285        | 45.8%        | [ 大阪府 10 ] |
| 1999年（平成11年） | 13,279           | -3.2%  | 6,069        | 45.7%        | [ 大阪府 11 ] |
| 2000年（平成12年） | 13,317           | 0.3%   | 5,956        | 44.7%        | [ 大阪府 12 ] |
| 2001年（平成13年） | 13,183           | -1.0%  | 6,112        | 46.4%        | [ 大阪府 13 ] |
| 2002年（平成14年） | 12,583           | -4.6%  | 6,044        | 48.0%        | [ 大阪府 14 ] |
| 2003年（平成15年） | 12,482           | -0.8%  | 5,836        | 46.8%        | [ 大阪府 15 ] |
| 2004年（平成16年） | 12,717           | 1.9%   | 5,787        | 45.5%        | [ 大阪府 16 ] |
| 2005年（平成17年） | 12,296           | -3.3%  | 5,684        | 46.2%        | [ 大阪府 17 ] |
| 2006年（平成18年） | 12,184           | -0.9%  | 5,728        | 47.0%        | [ 大阪府 18 ] |
| 2007年（平成19年） | 12,377           | 1.6%   | 5,745        | 46.4%        | [ 大阪府 19 ] |
| 2008年（平成20年） | 11,708           | -5.4%  | 5,613        | 47.9%        | [ 大阪府 20 ] |
| 2009年（平成21年） | 11,545           | -1.4%  | 5,532        | 47.9%        | [ 大阪府 21 ] |
| 2010年（平成22年） | 10,667           | -7.6%  | 5,308        | 49.8%        | [ 大阪府 22 ] |
| 2011年（平成23年） | 10,975           | 2.9%   | 5,121        | 46.7%        | [ 大阪府 23 ] |
| 2012年（平成24年） | 11,068           | 0.8%   | 4,939        | 44.6%        | [ 大阪府 24 ] |
| 2013年（平成25年） | 11,210           | 1.3%   | 4,754        | 42.4%        | [ 大阪府 25 ] |
| 2014年（平成26年） | 11,587           | 3.4%   | 4,766        | 41.1%        | [ 大阪府 26 ] |
| 2015年（平成27年） | 11,537           | -0.4%  | 4,758        | 41.2%        | [ 大阪府 27 ] |
| 2016年（平成28年） | 12,246           | 6.1%   | 4,782        | 39.0%        | [ 大阪府 28 ] |
| 2017年（平成29年） | 12,999           | 6.1%   | 4,758        | 36.6%        | [ 大阪府 29 ] |
| 2018年（平成30年） | 12,878           | -0.9%  | 4,820        | 37.4%        | [ 大阪府 30 ] |
| 2019年（令和元年） | 13,531           | 5.1%   | 5,070        | 37.5%        | [ 大阪府 31 ] |
| 2020年（令和02年） | 6,893            | -49.1% | 4,486        | 65.1%        | [ 大阪府 32 ] |
| 2021年（令和03年） | 8,233            | 19.4%  | 4,207        | 51.1%        | [ 大阪府 33 ] |
| 2022年（令和04年） | 11,604           | 40.9%  | 4,257        | 36.7%        | [ 大阪府 34 ] |
| 2023年（令和05年） | 13,030           | 12.3%  | 4,364        | 33.5%        | [ 大阪府 35 ] |

## 駅周辺
- 大阪城公園
  - 大坂城 - 最寄の虎口は青屋口となる。
  - 大阪城ホール - 駅とまっすぐな道で直結しており、駅の正門前からホールが見える。
  - COOL JAPAN PARK OSAKA
- JO-TERRACE OSAKA[14] - 駅よりペデストリアンデッキにて直結。
- 大阪ビジネスパーク
  - 読売テレビ本社 - 2016年5月31日に閉館したシアターBRAVA!の跡地に建設。2019年1月に竣工、同年9月1日午前6時にここからの放送を開始。
- ホテルニューオータニ大阪
- 関西みらい銀行 本店
- 住友生命本社ビル
- 大阪ビジネスパーク駅（地下鉄長堀鶴見緑地線） - 北西へ約600m。
- 水上バスのりば

以下は当駅外回りホームの奥にある。
- 西日本旅客鉄道 吹田総合車両所森ノ宮支所（旧森ノ宮電車区）[10]
- 大阪市高速電気軌道 森之宮検車場
- 大阪市立森之宮小学校

## 備考
- 大阪城ホールのJRにおける最寄駅であるため、コンサート終了後は激しく混雑することがある。
  - 当駅にはその旨を示す掲示板が常備されており、コンサート開催日には歌手名や入場者数、混雑が予想される時間帯を記入して使用する。なお、同様の掲示板は大正駅（京セラドーム大阪のJRにおける最寄駅）にも設置されている。
  - また、コンサート終了後は当駅の混雑を避けるため、京橋駅や森ノ宮駅まで歩く乗客も散見される。なお、大阪城ホール側では、京橋駅や森ノ宮駅からのアクセスも案内している。
- 朝ラッシュ時には、当駅を始発とする外回り列車が設定されている。

## 隣の駅
西日本旅客鉄道（JR西日本）
 大阪環状線
■大和路快速・■区間快速・■関空快速・■紀州路快速・■快速・■直通快速・■普通
森ノ宮駅 (JR-O06) - 大阪城公園駅 (JR-O07) - 京橋駅 (JR-O08)

### 記事本文